# Араси (1941)
«Араси» (яп. 嵐 Араси, шторм, буря) — японский эскадренный миноносец типа «Кагэро».
Заложен 4 мая 1939 года на верфи «Maizuru КK». Спущен на воду 22 апреля 1940 года, вошёл в строй 27 января 1941 года. Участвовал в Мидуэйской операции. 7 августа 1943 года в сражении в заливе Велья потоплен американскими эсминцами в точке 13°50′ ю. ш. 156°55′ в. д..